# Chilchinbito
Chilchinbito is een plaats (census-designated place) in de Amerikaanse staat Arizona, en valt bestuurlijk gezien onder Navajo County.

## Demografie
Bij de volkstelling in 2000 werd het aantal inwoners vastgesteld op 462.

## Geografie
Volgens het United States Census Bureau beslaat de plaats een oppervlakte van
61,5 km², geheel bestaande uit land. Chilchinbito ligt op ongeveer 1814 m boven zeeniveau.

## Plaatsen in de nabije omgeving
De onderstaande figuur toont nabijgelegen plaatsen in een straal van 48 km rond Chilchinbito.